# Prava LGBT osoba u Sloveniji
LGBT osobe u Sloveniji još uvijek se mogu suočiti s određenim pravnim ograničenjima u odnosu na ostale stanovnike, iako su prava kroz godine značajno proširena. 

## Povijest
Pod kaznenin zakonom iz 1959. godine, sve muške homoseksualne aktivnosti bile su nezakonite u cijeloj, sada bivšoj, Jugoslaviji. Zakon koji je dekriminalizirao istospolne seksualne aktivnosti u Sloveniji stupio je na snagu 1977. godine, nakon što je reforma ustava SFRJ 1974. omogućila državama veću kontrolu nad vlastitim kaznenim zakonom. Uklonjeni su svi zakoni koji diskriminiraju na temelju seksualne orijentacije. Lezbijske veze nisu se spominjale u starom zakonodavstvu.

## Sažetak prava
| Istospolna seksualna aktivnost legalna                                             | (od 1977.)             |
| Izjednačena dob pristanka                                                          | (od 1977.)             |
| Zakoni o suzbijanju diskriminacije                                                 | U redu                 |
| Priznanje istospolnih veza                                                         | (od 2006.)             |
| Sposobnost partnerske veze                                                         | (od 2017.)             |
| Posvajanje u slučaju smrti životnog partnera                                       | (partnerska skrb)      |
| Priznanje posvojenja iz inozemstva                                                 | U redu                 |
| Dopušteno služenje u vojnim tijelima                                               | U redu                 |
| Dopušteno mijenjanje pravnog spola                                                 | U redu                 |
| Komercijalno surogatno majčinstvo dostupno muškim parovima                         | NE                     |
| IVF dostupan lezbijskim parovima                                                   | NE                     |
| Osobama koje prakticiraju istospolne seksualne aktivnosti dopušteno doniranje krvi | (muškarcima, od 2022.) |
| Istospolni brak                                                                    | (od 2022.)             |
| Zajedničko posvajanje                                                              | (od 2022.)             |